# Универсальное приложение Windows
Универсальное приложение Windows (ранее — приложение Windows Store и приложение Metro-style) — приложение, которое может запускаться на всех поддерживаемых Windows устройствах, будь то персональный компьютер, планшет, смартфон, Xbox One, Microsoft HoloLens или интернет вещей. Такое приложение продаётся и загружается через Windows Store и иными способами, описанными ниже.

## Термины
Начиная с Windows 10, универсальное приложение называется «приложение Windows» (англ. Windows app). Универсальное приложение, соответствующее спецификации Microsoft, установленное при помощи Windows Store, называется «доверенное приложение из Windows Store» (англ. trusted Windows Store app), остальные приложения называются «настольными» (англ. desktop apps). В отличие от последних, приложения Windows и доверенные приложения хранятся в папке C:\Program Files\WindowsApps.

## Windows 8 и Windows 8.1
Впервые подобные приложения появились в Windows 8 и назывались «приложения Metro-стиля» (англ. Metro-style apps). Тогда был запущен Windows Store (2012 год) — магазин приложений для Windows 8.

### Внешний вид

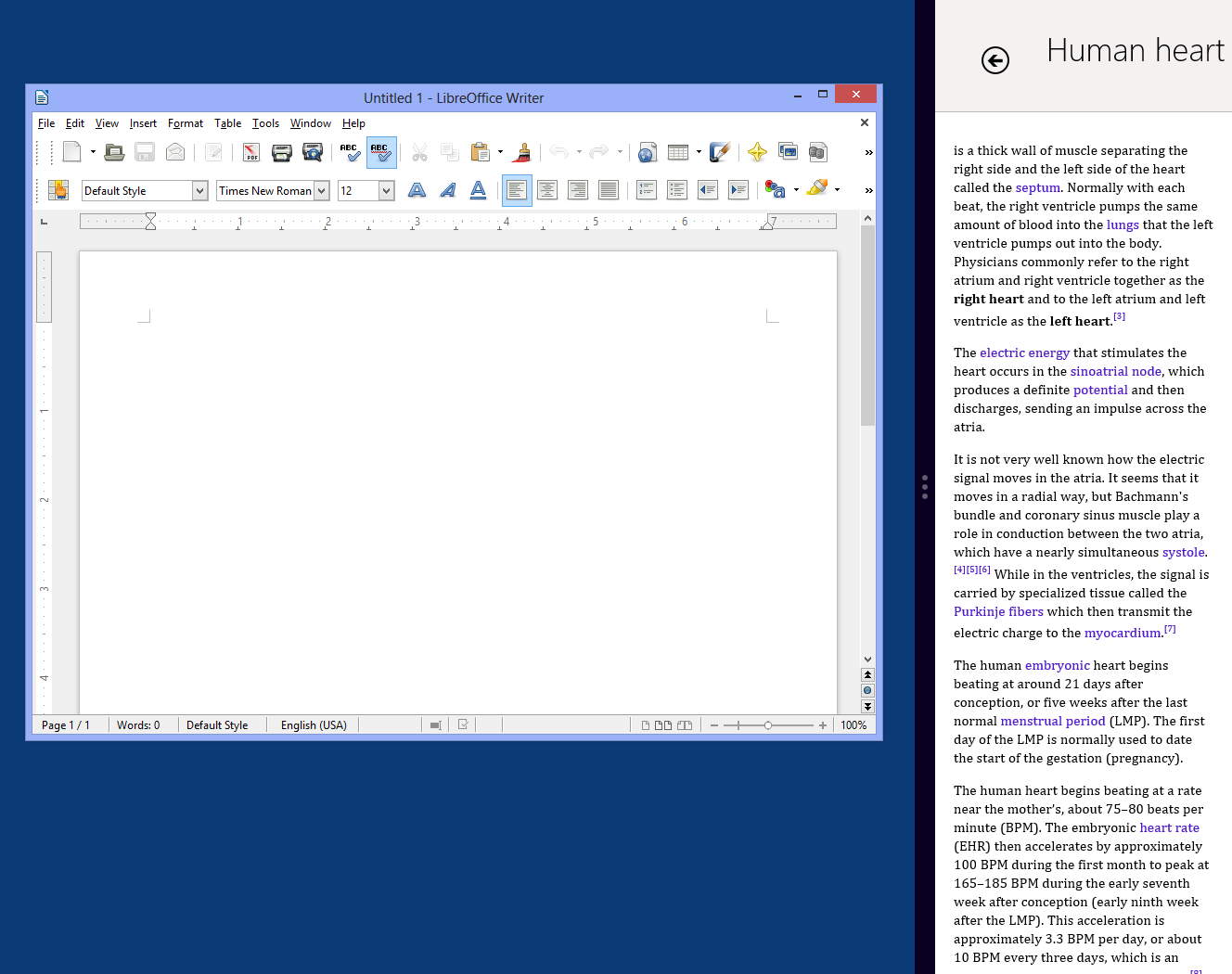
«Прилепление» приложения Metro-стиля справа, слева — обычное (настольное) приложение

В Windows 8 приложения Metro-style не запускаются в окне, вместо этого они занимают весь экран или одну из сторон — часть слева или справа. У приложений нет заголовка окна, системного меню, выраженных границ окна или кнопок управления. Полоса прокрутки по умолчанию скрыта, пока курсор не будет на нём. Меню расположено в «панели настроек» (англ. settings charm).
Строка заголовка спрятана по умолчанию, пока курсор не достигнет верхнего края экрана. С помощью гамбургер-кнопки открывается меню.

### Распространение и лицензия
Для большинства пользователей единственный способ получения таких приложений — через Windows Store. Предприятия, работающие в инфраструктуре домена Windows, могут заключить контракт с Microsoft на разрешение распространять приложения Metro-style без использования Windows Store. Кроме того, Google и Mozilla Foundation получили разрешение распространять свои браузеры с этим стилем через другие каналы распространения. На данный момент Chrome имеет возможность включить этот интерфейс, а Mozilla Foundation решила отказаться от разработки «Touch»-интерфейса.
Также приложения Metro-style являются единственными разрешёнными для запуска в Windows RT.

### Копии окон приложения
До Windows 8 программы идентифицировались статическими иконками. На панели задач каждое приложение имело своё собственное место, обозначенное его иконкой. Приложения Metro-style же идентифицируются своими «плитками» (англ. tiles), где отображается иконка приложения и какой-то динамический контент. Ко всему прочему в Windows 8 и Windows 8.1 (без обновления) в случае запуска с панели задач приложение не отображается, необходимо отобразить его через меню открытых приложений слева. С Windows 8.1 Update этот момент исправили.
Нет установленного лимита на количество копий запускаемого приложения. Например, один пользователь может запустить несколько блокнотов, калькуляторов или Firefox, столько, сколько позволяют ресурсы компьютера (существуют некоторые приложения, которые отслеживают свои копии и не дают их создавать, например, проигрыватель Windows Media). Приложения Metro-style лишены этой возможности — запускать их можно только единственной копией, повторный запуск приложения просто переводит его на передний план.

## Windows 10
В Windows 10 были введены значительные изменения в разработке универсальных приложений.

### Внешний вид
Внешний вид приложения теперь зависит от него самого. Универсальные приложения, разработанные для Windows 10, имеют определённый внешний вид, например, новые элементы управления, которые отличаются от предыдущих версий Windows. Отличия имеют приложения с нестандартным интерфейсом, например, игры. Приложения, разработанные для Windows 8, выглядят отлично от приложений, разработанных для Windows 10.
Универсальные приложения также могут выглядеть как традиционные приложения, использующие устаревшие элементы интерфейса из старых версий Windows, например, Windows 95. Все старые настольные приложения, которые были конвертированы в универсальные, распространяются в формате файлов .AppX.

### Многозадачность
В Windows 10 большинство универсальных приложений, даже тех, которые были разработаны для Windows 8, запускается в плавающих окнах, как приложения в Windows 7 и ранее, также используется панель задач и Task View, как будто это обычные приложения. Этот алгоритм использования окон был назван «Continuum» или «Режим планшета» (англ. Tablet Mode). По умолчанию режим выключен на настольных компьютерах и включен на планшетах. Режим можно включить или выключить на всех платформах. Когда режим выключен, приложения имеют окна и видимые панели заголовков, когда режим включён, приложения «липнут», как в Windows 8, к сторонам экрана.
Универсальные приложения в Windows 10 имеют возможность запускаться с несколькими окнами, в отличие от приложений для Windows 8. Например, Microsoft Edge, калькулятор с новым интерфейсом, приложение «Фотографии» являются хорошим примером таких приложений.

### Распространение и лицензирование
Универсальные приложения можно загружать из Windows Store или с другого устройства, где оно было установлено из магазина приложений. Загрузка с устройства требует наличия подписанного доверенного цифрового сертификата.

## Работа приложений и их открытие с устройств
Приложения Metro-style при закрытии просто приостанавливаются, как это происходит на мобильных платформах. При необходимости менеджер приложений автоматически закрывает ненужные приложения. Динамические плитки, фоновые процессы и «контракты» (англ. contracts) (интерфейс взаимодействия с другими приложениями) могут потребовать повторной активации приложения, то есть запуска.
В течение шести лет открыть универсальное приложение из командной строки было невозможно. Впервые такая возможность была представлена в сборке Windows 10 для предварительной оценки (англ. Insider build) 16226 от 21 июня 2017 года.

## Разработка

### Windows Runtime
Традиционно приложения для Windows разрабатывались с использованием Windows API (Win32) без каких-либо ограничений. Разработчики могли свободно выбирать язык программирования и среду разработки. Приложения Metro-style разрабатываются с использованием Windows Runtime (WinRT). Вызов запрещённых функций в приложении не даёт возможности распространять приложение через Windows Store.
Не все приложения, использующие WinRT, являются Metro-style, API можно вызывать и настольным приложениям.
Приложения Metro-style могут быть разработаны только при помощи сред разработки от Microsoft.

### Универсальная платформа Windows
Приложения, разработанные для работы на смартфонах, компьютерах, игровых консолях и HoloLens, называются универсальными. Это достигается при помощи использования универсального API, общего для всех устройств, впервые представленного с Windows 8.1 и Windows Phone 8.1. Visual Studio 2013 с обновлением 2 поддерживает разработку таких приложений. С Windows 10 была представлена новая версия универсальной платформы — UWP 10. Приложения могут быть разработаны при помощи Visual Studio 2015. Старые приложения Metro-style нуждаются в обновлении платформы, чтобы стабильно работать.
Универсальная платформа не отличается от Windows Runtime, её можно назвать последователем для последней. Универсальные приложения не нуждаются в указании операционной системы, для которой они написаны, вместо этого указывается платформа или несколько платформ, например, настольные компьютеры, мобильные устройства, игровые консоли или интернет вещей. В приложении описывается реакция на ту или иную платформу. Приложения «адаптируются» под платформу, изменяя интерфейс или функции. Приложение на мобильном может отображаться в большом планшетном режиме при подключении к телевизору, например.

### AppX
AppX — OPC-формат файлов для распространения и установки приложений в Windows 8, 10, Phone 8.1, 10 Mobile, 10 IoT Core, Xbox One, HoloLens. В отличие от старых приложений, AppX — единственная система распространения для универсальных приложений. Она заменяет собой XAP в Windows Phone 8.1 для унификации распространения настольных и мобильных приложений. AppX поддерживается только начиная с Windows Phone 8.1.
Windows Phone Marketplace для версий Phone 8 и 8.1 позволял пользователю скачать файл AppX на внешнюю карту памяти и установить самостоятельно в любое время. Кроме того, установка с другого устройства запрещена в Windows 8 и 8.1, если у пользователя нет лицензии разработчика или он не состоит в домене предприятия.

## Безопасность
Приложения для Windows ранее имели возможность менять экосистему под свои нужды. Контроль учётных записей пользователей, права пользователей и антивирусы помогали не давать вредоносному программному обеспечению делать запрещённые вещи. Приложения Metro-style работают в песочнице и не могут ничего изменить в системе. Для доступа к периферии необходим доступ, а по умолчанию даётся доступ только к папкам пользователя, например, «Мои документы». Microsoft проверяет эти приложения более тщательно и при подозрении на вредоносную активность немедленно удаляет их из магазина приложений.